# Iris tenax
Iris tenax là một loài thực vật có hoa trong họ Diên vĩ. Loài này được Douglas ex Lindl. miêu tả khoa học đầu tiên năm 1829.